# Nora Illi
Nora Illi (Uster, 3 april 1984 - Bremgarten bei Bern, 23 maart 2020) was een Zwitserse bekeerling tot de islam en een islamitische predikant. Ze was voorzitter van de Islamitische Centrale Raad Zwitserland (IZRS) en nam deel aan verschillende tv-talkshows. Vaak veroorzaakte ze verhitte discussies in de Duitstalige media met haar intellectuele en politieke opvattingen.

## Levensloop

### Biografie
Ze werd op 3 april 1984 geboren als Nora Gögel in Uster, kanton Zürich. Haar vader was een Zwitserse psychotherapeut van Duitse komaf en haar moeder was een Zwitserse maatschappelijk werkster. Illi werd op eigen verzoek katholiek gedoopt. Nadat haar ouders scheidden, raakte Gögel geïnteresseerd in de punkcultuur en promootte ze de individuele vrijheid en anti-establishment opvattingen. Ze raakte ook geïnteresseerd in het boeddhisme.

### Carrière
Op 18-jarige leeftijd bekeerde Illi zich, na gereisd te hebben in Oman en de Verenigde Arabische Emiraten, waar ze de azan had gehoord, tot de islam. Twee weken later bekeerde ook haar toenmalige vriend, Patric Jerome (thans: Qaasim Illi), zich tot de islam. Beiden waren actieve leden van de Islamitische Centrale Raad Zwitserland (IZRS). Toen Nora Illi twintig jaar oud werd, begon ze de gezichtsbedekkende sluier (niqab) in het openbaar te dragen. Ze vervolgde haar opleiding in haar geboorteplaats totdat ze promoveerde aan de Universiteit van Zürich in theologie.
Illi werd gehost in verschillende televisieshows waar ze verschillende interreligieuze en politieke opvattingen uitte voor zowel de Duitse als de Zwitserse media. In november 2016 veroorzaakte Illi's optreden in de talkshow van Anne Will op ARD veel controverse over de vraag of radicale meningen vertegenwoordigd moeten worden op de media. Enkele citaten van Illi werden getoond tijdens het interview en werden geïnterpreteerd als propaganda voor de radicale opvattingen van de terroristische militie Islamitische Staat. Naar aanleiding van die discussie werden verschillende rechtszaken tegen haar aangespannen, maar het openbaar ministerie van Hamburg schortte in februari 2017 alle vooronderzoeken op.

### Privé
Ze was sinds 2003 getrouwd met haar jeugdvriend en computerwetenschapper Qaasim Illi, die ook een bekeerling tot de islam is en voor de Islamitische Centrale Raad van Zwitserland werkzaam is. Het koppel kreeg zes kinderen: vijf dochters en een zoon.
Illi was een voorstander van polygamie, de praktijk van het hebben van meerdere vrouwen, maar ze wees polyandrie af.

### Dood
Nora Illi stierf op 23 maart 2020, na een lange strijd aan borstkanker, op 35-jarige leeftijd in het ziekenhuis.